# Lisa Lu
Lisa Lu Yan (chinês simplificado: 卢燕; chinês tradicional: 盧燕; pinyin: Lú Yàn; Pequim, 8 de julho de 1927) é uma atriz e cantora chinesa. Lisa Lu foi uma cantora de ópera chinesa, o Kunqu, antes de imigrar para os Estados Unidos. A atriz é mais conhecida por seus papéis nos filmes The Last Emperor, The Joy Luck Club e Crazy Rich Asians. Lu também trabalhou como jornalista bilíngue no programa Voz da América e contribuiu com o World Screen, uma da maiores revistas sobre filmes da China.

## Carreira
Lisa Lu iniciou sua carreira na televisão, com frequentes aparições em shows televisivos americanos na década de 50. Após três anos trabalhando com pequenos papéis para a televisão, Lisa Lu estreou no filme de guerra The Mountain Road, em 1960. Embora Hollywood sempre tenha sido o grande centro da produção de filmes, no final da década de 60, a indústria cinematográfica começou a se expandir para outras partes do mundo. Lugares como Taiwan e Hong Kong começaram a desenvolver seus próprios filmes, e Lu pode interpretar papéis mais desafiadores e interessantes do que os que ela já havia atuado. Na década de 70, Lisa Lu ganhou três Golden Horse Awards, o equivalente ao Prêmios da Academia, por seus trabalhos nos filmes Dong fu ren (1968), Shi si nu ying hao (1972) e Qing guo qing cheng (1975). A atriz começou a ter mais reconhecimento nos Estados Unidos depois que participou dos filmes Demon Seed (1977) e Saint Jack (1979). Aos 60 anos, Lisa Lu interpretou a Imperatriz Dowager, para o filme O Último Imperador (1987), de Bernardo Bertolucci, e com o sucesso do filme, foi convidada para o icônico filme The Joy Luck Club (1993), de Wayne Wang. Em 2018, entrou para o elenco de Crazy Rich Asians, o maior filme de Hollywood com um elenco predominantemente asiático e asiático-americano desde o filme The Joy Luck Club. Lu interpreta Ah Ma, a matriarca da família mais rica de Cingapura. O filme foi um sucesso de bilheteria, tendo arrecadado um total de 233,9 milhões de dólares até agora com sequências já anunciadas.

## Filmografia

### Cinema[3]
| Ano  | Título                           | Papel                       | Notas                                                             |
| ---- | -------------------------------- | --------------------------- | ----------------------------------------------------------------- |
| 1958 | Hakuja den                       | Bai-Niang                   |                                                                   |
| 1960 | The Mountain Road                | Madame Sue-mei Hung         |                                                                   |
| 1962 | Rider on a Dead Horse            | Ming Kwai                   |                                                                   |
| 1962 | Womanhunt                        | Li Sheng                    |                                                                   |
| 1970 | Dong fu ren                      | Madame Tung                 | Venceu - Golden Horse Awards por Melhor Atriz                     |
| 1972 | Shi si nu ying hao               | She Saihua                  | Venceu - Golden Horse Awards por Melhor Atriz Coadjuvante         |
| 1973 | Terror in the Wax Museum         | Madame Yang                 |                                                                   |
| 1975 | Qing guo qing cheng              | Imperatriz Dowager Cixi     | Venceu - Golden Horse Awards por Melhor Atriz                     |
| 1976 | Ying tai qi xue                  | Imperatriz Tseu-hi          |                                                                   |
| 1976 | Xing yu                          | Chen Lianyu                 |                                                                   |
| 1977 | Demon Seed                       | Soon Yen                    |                                                                   |
| 1979 | Saint Jack                       | Sra. Yates                  |                                                                   |
| 1982 | Hammett                          | Assistente da srta. Cameron |                                                                   |
| 1982 | Don't Cry, It's Only Thunder     | Irmã Marie                  |                                                                   |
| 1982 | Sewing Woman                     | Narradora                   |                                                                   |
| 1986 | Tai-Pan                          | Ah Gip                      |                                                                   |
| 1987 | The Last Emperor                 | Tzu Hsui                    |                                                                   |
| 1989 | Zui hou de gui zu                | Mãe de Li                   |                                                                   |
| 1989 | Guan dong nü xia                 | Yi Pinhong                  |                                                                   |
| 1990 | Hiroshima: Out of the Ashes      | Sra. Sato                   |                                                                   |
| 1993 | The Joy Luck Club                | An-mei Hsu                  |                                                                   |
| 1993 | You Seng                         | Mãe de Shi                  |                                                                   |
| 1994 | I Love Trouble                   | Sra. Virginia Hervey        |                                                                   |
| 1998 | Blindness                        | Sra. Hong                   |                                                                   |
| 2000 | Jong gwai lei: Huet gwong ji zoi | Ling                        |                                                                   |
| 2002 | Tomato and Eggs                  | Sra. Wang                   |                                                                   |
| 2005 | Mei ren yi jiu                   | Jogadora                    |                                                                   |
| 2006 | Yi ma de hou xian dai sheng huo  | Sra. Shui                   | Indicada - Chinese Film Media Awards por Melhor Atriz Coadjuvante |
| 2007 | Nam yee boon sik                 | Avó de Wai King-ho          |                                                                   |
| 2007 | Se, jie                          | Parceira de Mahjong da tia  |                                                                   |
| 2009 | Dim Sum Funeral                  | Sra. Xiao                   |                                                                   |
| 2009 | 2012                             | Avó Sonam                   |                                                                   |
| 2010 | Somewhere                        | Jornalista chinesa          |                                                                   |
| 2010 | Tuan yuan                        | Qiao Yu'e                   |                                                                   |
| 2012 | Wi-heom-han gyan-gye             | Du Ruixue                   |                                                                   |
| 2018 | Crazy Rich Asians                | Ah Ma                       |                                                                   |

### Televisão[3]
| Ano            | Título                 | Papel               | Notas                                         |
| -------------- | ---------------------- | ------------------- | --------------------------------------------- |
| 1958           | Have Gun - Will Travel | Kim Li              |                                               |
| 1960           | The Rebel              | Quong Lia           | interpretou a filha de Quong Lee (Philip Ahn) |
| 1960           | Have Gun - Will Travel | Hey Girl / Li Hwa   |                                               |
| 1961           | Bonanza                | Su Ling             |                                               |
| 1962           | Cheyenne               | Mei Ling            |                                               |
| 1968           | The Big Valley         | Chinese girl / Ling |                                               |
| 1987           | Harry's Hong Kong      | Rose                |                                               |
| 1988           | Noble House            | Ah Tam              |                                               |
| 2001           | NYPD Blue              | Sra. Wang           |                                               |
| 2011 2012 2015 | General Hospital       | Mrs. Yi             |                                               |

## Prêmios e indicações[2]
| Ano  | Prêmio                                    | Categoria                           | Filme                           | Resultado |
| ---- | ----------------------------------------- | ----------------------------------- | ------------------------------- | --------- |
| 1970 | Golden Horse Film Festival                | Melhor Atriz                        | Dong fu ren                     | Venceu    |
| 1972 | Golden Horse Film Festival                | Melhor Atriz Coadjuvante            | Shi si nu ying hao              | Venceu    |
| 1975 | Golden Horse Film Festival                | Melhor Atriz                        | Qing guo qing cheng             | Venceu    |
| 1995 | Santa Clarita International Film Festival | Melhor Filme Estrangeiro            | Lan ling wang                   | Venceu    |
| 2008 | Chinese Film Media Awards                 | Melhor Atriz Coadjuvante            | Yi ma de hou xian dai sheng huo | Indicado  |
| 2009 | Chinese American Film Festival (C.A.F.F.) | Outstanding Achievement Award       |                                 | Venceu    |
| 2011 | China Image Film Festival                 | Melhor Atriz                        | Tuan yuan                       | Venceu    |
| 2018 | Annual Asian World Film Festival          | Snow Leopard Life Achievement Award |                                 | Venceu    |
| 2019 | Gold Derby Awards                         |                                     | Crazy Rich Asians               | Indicado  |
| 2019 | Screen Actors Guild Awards                |                                     | Crazy Rich Asians               | Indicado  |